# Wadgassen
Wadgassen és un municipi del districte de Saarlouis a l'estat federat alemany de Saarland. Està situat tocant el riu Saar, aproximadament a 6 km al sud-est de Saarlouis i a 15 km a l'oest de Saarbrücken.

## Nuclis
El municipi es va crear al 1974 amb la fusió de diferents municipis.
- Differten
- Friedrichweiler
- Hostenbach
- Schaffhausen
- Wadgassen
- Werbeln